# Wassertorstraße 10 (Gernrode)

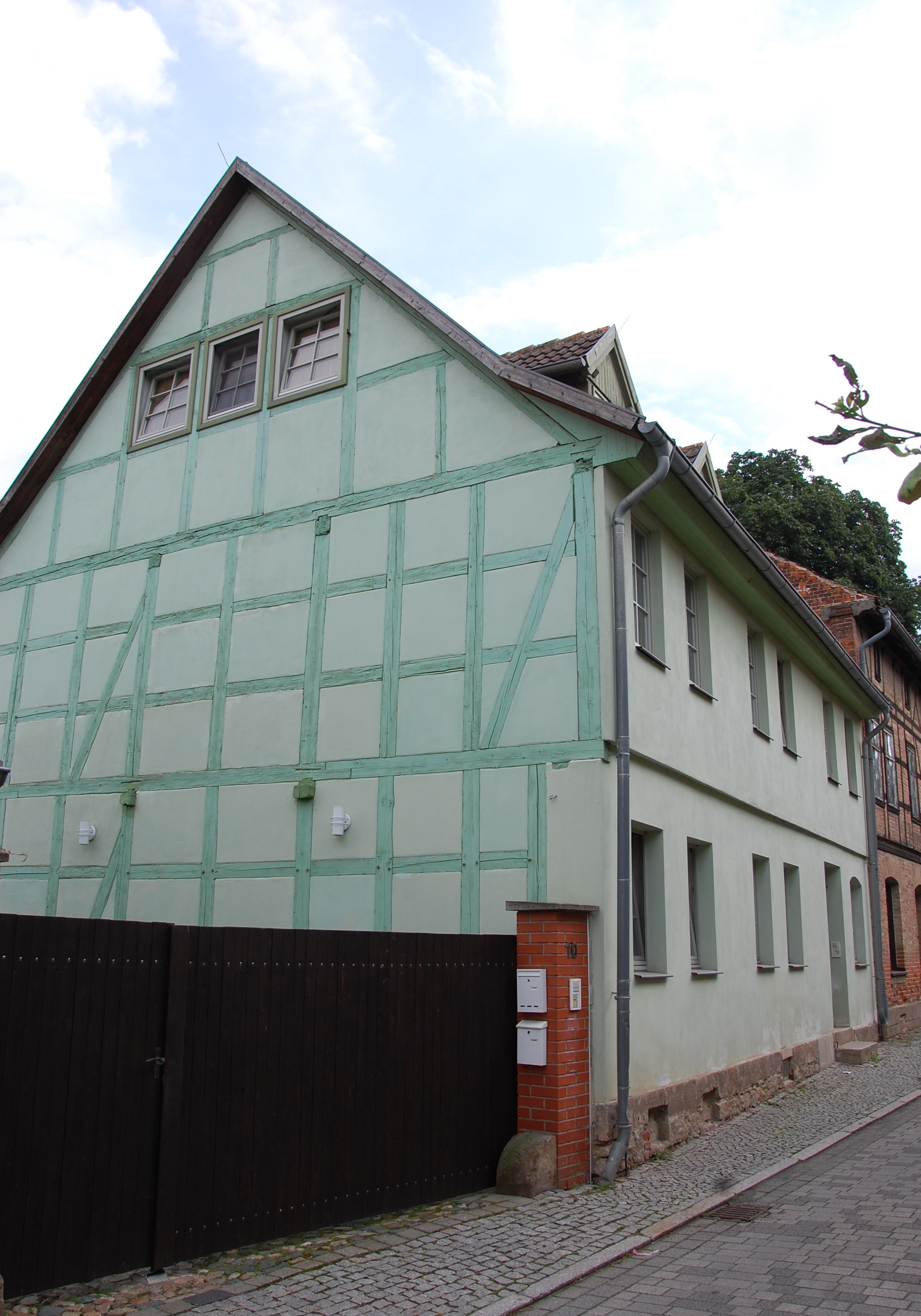
Haus Wassertorstraße 10

Das Haus Wassertorstraße 10 ist ein denkmalgeschütztes Gebäude in dem zur Stadt Quedlinburg in Sachsen-Anhalt gehörenden Ortsteil Stadt Gernrode.

## Lage
Es befindet sich nordwestlich der Gernröder Altstadt und ist im örtlichen Denkmalverzeichnis als Ackerbürgerhof eingetragen.

## Architektur und Geschichte
Die kleine Hofanlage verfügt über einen unregelmäßigen Grundriss. Zur Straße hin befindet sich ein Anfang des 20. Jahrhunderts umgebautes Wohnhaus. Es ist in seinem Kern barock und geht auf das frühe 18. Jahrhundert zurück. Hofseitig besteht eine mit für die Bauzeit typischen Brettbalustern verkleidete Stiege. Darüber hinaus bestehen klassizistische Traillen (Stand 2007). Der Keller ist in Teilen als Gewölbe aus Bruchsteinen ausgeführt und geht möglicherweise auf einen älteren Vorgängerbau zurück.
An der Straße bestand ursprünglich eine Toranlage. Das Wohnhaus verfügt über einen Seitenflügel, darüber hinaus besteht ein eingeschossiges Nebengebäude. Im Gebäudeinneren gibt es klassizistische Türen. Die Ostseite des Grundstücks ist mit einer Bruchsteineinfriedung versehen.